# Fnac
La Fnac (sigla di Fédération Nationale d'Achat des Cadres, in italiano Federazione Nazionale dell'Acquisto per i Quadri) fu costituita a Parigi nel 1954 da André Essel (1918-2005) e Max Théret (1913-2009), due militanti marxisti della corrente trozkista (il secondo infatti fu la guardia del corpo di Trotzky). Divenuta una Società per azioni con sede a Parigi, opera nel campo della grande distribuzione organizzata, con una catena di filiali internazionali che vende libri, dischi e cd, programmi software, componenti hardware e computer, telefonia cellulare, attrezzature fotografiche, audio, video e TV, prodotti audiovisivi e videogiochi.

## Storia
Partita come associazione di negozi specializzati con sconti del 10-20%, vi si affiliarono inizialmente 50 punti vendita e nel 1956 aprì il primo negozio proprietario al numero 6 di Boulevard Sébastopol a Parigi. Al principio la vendita riguardava attrezzature fotografiche e audio (altoparlanti, giradischi, radio e altro) e negli anni sessanta il commercio si allargò alla vendita di album, con aumento dei profitti. La seconda Fnac apre in avenue de Wagram (17° arrondissement) nel 1969. Nel 1972 aprì un negozio a Lione, all'84 di rue de la République, e venne adottato il test Fnac per valutare la qualità dei prodotti venduti.
Nel 1979 si celebrò il primo Forum Fnac al Forum des Halles. L'anno seguente la Fnac fu quotata alla Borsa di Parigi, con un fatturato di circa 2 miliardi di franchi, e venne inaugurata la zona microinformatica. Nel 1993 il Crédit Lyonnais divenne azionista di maggioranza e l'anno dopo la sua quota fu ceduta alla Kering, possessore tra l'altro di Yves Saint Laurent e Bottega Veneta e, dal 1996, unico azionista. Nel 2013 la Fnac si quota nuovamente in borsa, divenendo una società indipendente, il cui maggiore azionista è attualmente il Groupe Artémis, controllante di Kering. Il 18 luglio 2016 Fnac acquisisce Darty per dare vita al gruppo Fnac-Darty.

### Espansione internazionale
Nel 1981 aprì il primo negozio all'estero in Belgio, in rue Neuve/Nieuwstraat a Bruxelles. Grazie alla spinta della Fnac, il governo francese abbassò la TVA (corrispondente all'IVA italiana) sui dischi dal 33,3% al 18,6%.
La Fnac attualmente ha filiali soprattutto in Francia, Belgio, Spagna, Portogallo e Svizzera, con un totale di 266 punti vendita nel mondo, di cui 141 in Francia, 13 in Belgio, 35 in Spagna, 34 in Portogallo e 9 in Svizzera. In passato ha avuto filiali anche in Italia, Grecia, Taiwan e Brasile.
| Stato       | Filiali attuali |
| ----------- | --------------- |
| Belgio      | 13              |
| Francia     | 141             |
| Portogallo  | 34              |
| Spagna      | 35              |
| Svizzera    | 9               |
| altri paesi | 34              |

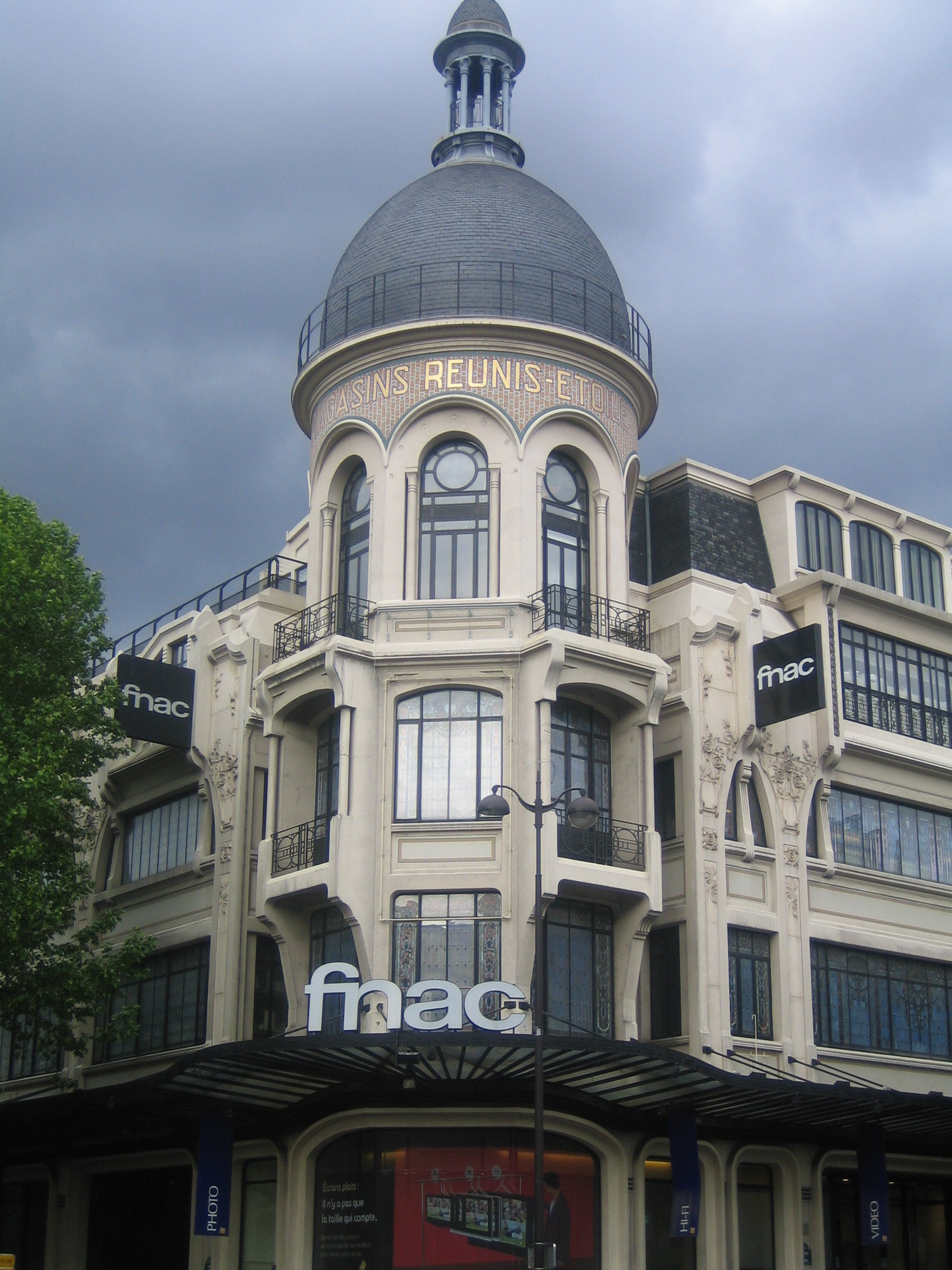
Fnac des Ternes a Parigi.

Il fatturato nel 2003 era così ripartito:
- 68% in Francia, cioè ogni negozio in Francia produceva circa l'1% del fatturato totale.
- 20% a livello internazionale, cioè ogni negozio nel mondo produceva circa lo 0,5% del fatturato totale.
- 12% generato dalle attività legate: Fnac Service, Fnac Junior e Surcouf.

Dal 2011 presidente e direttore generale è Alexandre Bompard. La sede internazionale è a Ivry-sur-Seine.
I dipendenti della Fnac nel 1980 erano 2.000, saliti a 16.700 nel 2012, con un fatturato nello stesso anno di oltre 4 miliardi di Euro, saliti in 10 anni a quasi 8 miliardi e 25.000 collaboratori.

## Fnac in Italia
In Italia Fnac arrivò grazie a una joint-venture con il Gruppo Coin che, acquistando la rete di vendita della Standa, convertì i magazzini in OVS e Coin, mentre i magazzini in esubero, nei centri delle principali città, furono venduti alla Fnac. Il 26 ottobre 2000 venne aperto il primo negozio italiano a Milano in via Torino; il 4 maggio 2001 venne aperta la seconda filiale a Genova in via XX Settembre; seguirono il 22 maggio la sede di Torino, in via Roma, il 26 novembre 2002 la filiale di Verona, in via Cappello, e il 21 maggio 2003 la filiale di Napoli al Vomero, in via Luca Giordano. La filiale di Roma (all'interno del centro commerciale "Porta di Roma") fu aperta il 25 luglio 2007 e il 13 settembre 2007 ne fu aperta un'altra a Torino, all'interno del centro commerciale "Le Gru" di Grugliasco (ex La Rinascente).
A 10 anni dallo sbarco in Italia, il 16 aprile 2010 Fnac inaugurò il negozio di Campi Bisenzio, nei pressi di Firenze, all'interno del centro commerciale "I Gigli". Nell'alluvione di Genova del 4 novembre 2011 la filiale genovese subì ingenti danni, compreso l'allagamento del piano sotterraneo, che costrinsero alla chiusura del negozio per 21 giorni, fino al 26 novembre 2011, quando la filiale riaprì solo al piano terra di 800 m². Nel settembre 2012 l'allora gruppo PPR, a causa dell'insostenibilità della gestione italiana e del calo delle vendite del gruppo, annunciò la chiusura delle sedi italiane di Fnac per il 31 dicembre 2012, in mancanza di un acquirente interessato a rilevarle. Il 5 ottobre i 600 lavoratori italiani di Fnac attuarono uno sciopero nazionale, costituendo vari presidi nelle diverse sedi.

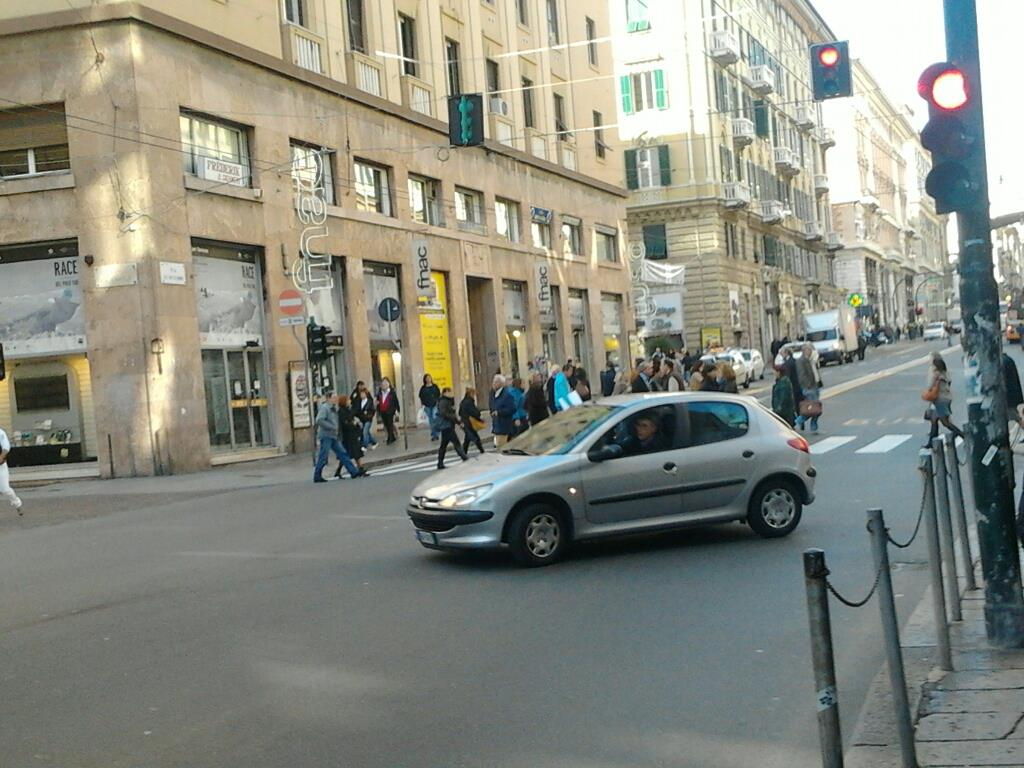
La Fnac di Genova in via XX Settembre.

Il 28 novembre 2012, PPR annunciò la cessione dell'intera catena italiana di negozi al fondo di investimento Orlando Italy Management. Il 10 gennaio 2013 l'assemblea dei soci di FI Holding, la controllante di Fnac Italia, mise in liquidazione la società. L'11 gennaio, formalizzata la cessione di FI Holding da PPR a Orlando Italy, venne quindi nominato liquidatore Matteo Rossini. Il 23 gennaio venne decisa la chiusura delle sedi di Roma, Campi Bisenzio e Grugliasco, e la riduzione di personale nelle filiali di Genova, Torino, Milano, Napoli e Verona, con la conseguenza che 385 dipendenti furono messi fuori organico e sospesi in cassa integrazione.
Il 22 aprile il liquidatore di Fnac Italia, Matteo Rossini, firmò quindi un accordo per la cessione dei cinque negozi ancora aperti a DPS Group, società cui all'epoca faceva capo il marchio Trony.
Nell'estate del 2013 DPS costituì FRC Group, che, mantenendo il marchio Fnac, prese in gestione con affitto di ramo di azienda i soli quattro negozi collocati nei centri storici di Milano, Torino, Verona e Napoli, che riaprirono il 15 luglio, senza avere più alcun legame societario con la Fnac francese. Nella primavera del 2014 DPS Group completò l'acquisizione dei punti vendita Fnac di Torino, Milano, Napoli e Verona; tra il mese di maggio e l'estate l'insegna Fnac scomparve definitivamente dal territorio italiano, venendo sostituita dopo quasi 15 anni dall'insegna Trony. Tra agosto 2017 e gennaio 2018 tutti e quattro i negozi vennero poi chiusi.
Nel luglio 2024, Fnac-Darty lancia un'OPA su Unieuro, conclusa con successo a novembre, grazie all'acquisizione del 91,1% del capitale.

### Sedi Fnac italiane
| Filiale            | Apertura          | Chiusura         | Indirizzo                                                                   |
| ------------------ | ----------------- | ---------------- | --------------------------------------------------------------------------- |
| Fnac Milano        | 26 ottobre 2000   | 14 maggio 2014   | Via della Palla, 2 - 20123 Milano                                           |
| Fnac Genova        | 4 maggio 2001     | 30 giugno 2013   | Via XX Settembre, 46/R - 16121 Genova                                       |
| Fnac Torino Centro | 22 maggio 2001    | 14 giugno 2014   | Via Roma, 56 - 10123 Torino                                                 |
| Fnac Verona        | 26 novembre 2002  | 22 maggio 2014   | Via Cappello, 34 - 37121 Verona                                             |
| Fnac Napoli        | 21 maggio 2003    | 22 maggio 2014   | Via Luca Giordano, 59 - 80129 Napoli                                        |
| Fnac Roma          | 25 luglio 2007    | 14 febbraio 2013 | Galleria Commerciale Porta di Roma - Via Alberto Lionello, 201 - 00138 Roma |
| Fnac Torino Le Gru | 13 settembre 2007 | 11 febbraio 2013 | Centro Commerciale Le Gru - Via Crea, 10 - 10095 Grugliasco (TO)            |
| Fnac I Gigli       | 16 aprile 2010    | 11 febbraio 2013 | CC I Gigli - Via San Quirico, 165 - 50013 Campi Bisenzio (FI)               |